# The Texan
The Texan is een Amerikaanse western uit 1920. De stomme film is bewaard gebleven en kopieën ervan liggen in het EYE Filmmuseum in Nederland en in het Det Danske Filminstitut in Denemarken. Er werden in Nederland drie titels gebruikt voor deze zelfde film: naast De geweldenaar van Texas werden ook Welkom vreemdeling van Texas en Tom Mix als Texasruiter gebruikt.
De film is gebaseerd op de roman The Texan van James B. Hendryx. Het vervolg, Prairie Trails, verscheen in december 1920.

## Verhaal
Tex Benton (Tom Mix) is, zoals de filmtitel al suggereert, een Texaan. Tijdens zijn aanwezigheid in het westelijker gelegen New Mexico wil hij de bewoners laten zien 'hoe ze het doen in The Lone Star State'. Een trein staat stil in het dorpje en aan boord zijn enkele oosterlingen: de knappe Alice Marcum (Gloria Hope) en de nieuwkomer Winthrop Endicott (Robert Walker). Benton probeert zijn mannelijkheid in te zetten om indruk te maken op Marcum en Endicott te intimideren. Maar de rivaliteit tussen de twee mannen is een kleinigheid vergeleken met de plannen van de gemene Jack Purdy (Sid Jordan). Purdy wil het optreden van Benton in een rodeoshow saboteren. Dat mislukt, al weet hij wel Marcum naar zijn schuilplaats te lokken. Endicott redt haar - echter doordat hij denkt dat hij Purdy heeft vermoord, wordt hij gevangengezet. Benton zorgt ervoor dat hij wordt vrijgelaten en gaat achter Purdy aan. Vanwege de moedige actie van Endicott besluit Marcum met hem terug te gaan naar het oosten. Benton moet alleen terug naar Texas.

## Rolverdeling
| Acteur            | Personage            |
| ----------------- | -------------------- |
| Tom Mix           | Tex Benton           |
| Gloria Hope       | Alice Marcum         |
| Robert Walker     | Winthrop Endicott    |
| Charles K. French | Wolf River Mayor     |
| Sid Jordan        | Jack Purdy           |
| Pat Chrisman      | 'Bat', een halfbloed |